# Cati Baur
Cati Baur est une illustratrice, auteure et dessinatrice de bande dessinée française née à Genève le 2 novembre 1973. Elle vit et travaille à Montpellier.

## Biographie
Après une maîtrise d’arts plastiques de Paris-Sorbonne, Cati Baur a exercé comme libraire. À partir de 2004, elle tient un blog dessiné appelé Princesse Capiton. Baur prend la décision d'un sevrage tabagique et, dans la foulée, relate son expérience de sevrage dans J'arrête de fumer, publié en novembre 2007 chez Delcourt,. Son ouvrage de fiction Vacance, qui « raconte comment Marie, mère de famille, éprouve un jour le besoin de tout quitter », est remarqué sur Aujourd'hui en France.
Malika Ferdjoukh publie en 2003 sa tétralogie littéraire jeunesse Quatre Sœurs. Cati Baur l'adapte en 4 albums de bandes dessinées jeunesse, à partir de 2011. D'après L'Express, la série est « une adaptation graphique à la fois subtile et tendre » . Le Télégramme relaie aussi un écho favorable sur le travail de Cati Baur dans cette adaptation, tout comme Actua BD. Les trois premiers tomes ont été sélectionnés à trois éditions du Festival d’Angoulême, en Sélection Jeunesse,,.
Baur est profondément influencée par Claire Bretécher.

## Publications

### Auteure et illustratrice
- J'arrête de fumer, Éd. Delcourt, 2007
- Vacance, Éd. Delcourt, 2009
- Vent mauvais, Rue de Sèvres, 2020
- Pisse-Mémé, Dargaud, 2023
- Marcie : le point de bascule, Dargaud, 2025

### Illustratrice ou dessinatrice
- Ma nouvelle vie, texte d'Isabelle Lortholary, L'École des loisirs, 2012
- Le Club de la pluie, texte de Malika Ferdjoukh, L'École des loisirs
  - Le Club de la pluie au pensionnat des mystères, 2014
  - Le Club de la pluie brave les tempêtes, 2014
  - Le Club de la pluie contre Satin noir, 2016
- Quatre Sœurs, scénario de Malika Ferdjoukh, Rue de Sèvres

1. Enid, d'abord édité chez Delcourt en 2011, réédité chez Rue de Sèvres en 2014
2. Hortense, 2014
3. Bettina, 2016
4. Geneviève, 2018
  - Quatre Sœurs - Coffret volumes 1 et 2, Éd. Rue de Sèvres, 2015

- Rien n'arrête Bidule Chouette !, texte de Gwendoline Raisson, L'École des loisirs, 2014
- Un très grand prince, une histoire de Célia Le Dressay, L'École des loisirs, 2015
- Si je résume..., texte de Jo Hoestlandt , Éd. Magnard Jeunesse, 2017
- Anna, journal d'un cygne, textes de Sandrine Beau, Éd. Play Bac,

1. Premiers pas à l'école de ballet, 2018
2. Le Ballet de l'impératrice, 2018
3. La Danse du matin au soir, 2019
4. Les Pointes volées, 2019
5. Tous en scène !, 2019
6. Rêve de ballerine, 2020
7. Spectacle au Bolchoï, 2021

- Igor, avec Nicolas Morlet, Little Urban

1. Jamais sans mes oreilles !, 2019
2. J'adore, 2020

- Le Club des inadapté.e.s, d'après le roman de Martin Page, couleurs de Christophe Bouchard, Rue de Sèvres, 2021

### Participations
- Tribute to Popeye, collectif, éditions Charette, 2010
- Bédénovela Les Autres Gens, épisode 76, 2010

## Distinctions
- Festival d'Angoulême 2012 : Sélection jeunesse[7] pour Quatre sœurs, t. 1 : Enid, avec Malika Ferdjoukh
- Festival d'Angoulême 2015 : Sélection jeunesse[8] pour Quatre sœurs, t. 2 : Hortense, avec Malika Ferdjoukh
- Prix de la Semaine Paul Hurtmans du livre de jeunesse 2016[10] pour Quatre sœurs, tome 1 : Enid, texte de Malika Ferdjoukh
- Festival d'Angoulême 2017 : Sélection jeunesse[9] pour Quatre sœurs, t. 3 : Bettina, avec Cati Baur
- Prix Artémisia 2021 : Sélection[11] pour Vent mauvais